# Funiculaire zone

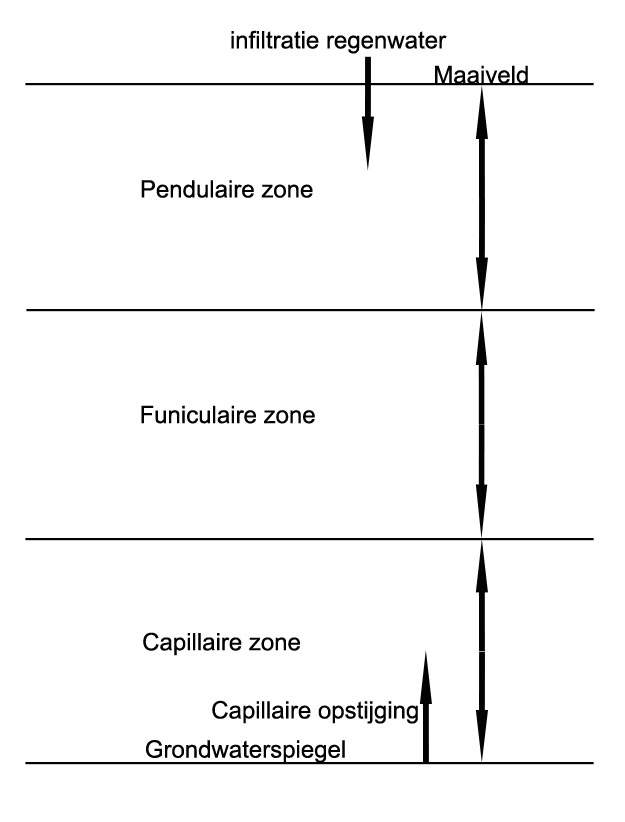
verschillende bodemzones boven het grondwater

De funiculaire zone is het deel van de bodem waar grondwater als 'draadjes' in de grondporiën aanwezig is.
Het water zal als gevolg van de capillaire werking alleen nog stijgen in de kleinere grondporiën, in de grotere poriën zal zich lucht bevinden. Het water in de funiculaire zone staat in verbinding met het grondwater, dit in tegenstelling met de zone erboven: de pendulaire zone.
Direct boven het grondwaterniveau, waar zich alleen water en geen lucht bevindt, spreekt men van de capillaire zone. 